# Anua extincta
Anua extincta là một loài bướm đêm trong họ Erebidae.